# Ace (Scooter)
Ace è il diciottesimo album in studio del gruppo musicale tedesco Scooter, pubblicato nel 5 febbraio 2016.

## Tracce
1. Ace – 2:05
2. Oi – 3:10
3. Mary Got No Lamb – 3:26
4. Riot – 3:05
5. Encore – 3:54
6. Burn (Scooter & Vassy) – 2:40
7. Don't Break the Silence – 3:19
8. The Birdwatcher – 3:34
9. What You're Waiting For (featuring Maidwell) – 3:34
10. Crazy – 3:04
11. Opium – 3:57
12. Stargazer (featuring Maidwell) – 3:34
13. Wolga – 6:05
14. Torch – 3:08

Durata totale: 48:35

## Classifiche
| Classifica (2016) | Posizione raggiunta |
| ----------------- | ------------------- |
| Germania          | 6                   |